# Mort au paradis
Mort au paradis (Death in Heaven) est le douzième et dernier épisode de la huitième saison de la deuxième série de la série télévisée britannique de science-fiction Doctor Who, diffusé sur BBC One le 8 novembre 2014.

## Distribution
- Peter Capaldi : Le Docteur
- Jenna Coleman : Clara Oswald
- Samuel Anderson : Danny Pink
- Michelle Gomez : Missy
- Jemma Redgrave : Kate Stewart
- Ingrid Oliver : Osgood
- Sanjeev Bhaskar : Colonel Ahmed
- James Pearse : Graham
- Antonio Bourouphael : Garçon
- Shane Keogh-Grenade : Adolescent
- Katie Bignell : Adolescente
- Jeremiah Krage : Cyberman
- Nicholas Briggs : Voix des Cybermen
- Nick Frost : Père Noël

### Version française
- Version française - Dubbing Brothers
- Adaptation - Olivier Lipps & Rodolph Freytt
- Direction artistique - David Macaluso
- Chargée de production - Jennifer Harvey
- Mixage - Marc Lacroix

Avec les voix de
- Marielle Ostrowski - Clara
- Philippe Résimont - le Docteur
- Romain Barbieux - Seb
- Vincent Dussaiwoir - Dalek
- Stéphane Excoffier - Stewart
- Jacqueline Ghaye - Missy
- Frédéric Meaux - Colonel Ahmed
- Valérie Muzzi - Osgood
- Frédéric Nyssen - Danny
- Marc Weiss - le onzième Docteur (caméo)

## Résumé
Sur ordre de Missy, les Cybermen créés à partir des corps des morts humains ont envahi les capitales de la Terre entière. Dépassé par les événements, le Docteur voit UNIT débarquer et Kate Stewart prendre le contrôle de la situation avant de droguer le Docteur et Missy.
Clara, toujours dans la cathédrale Saint-Paul, se fait passer pour le Docteur, tentant de tromper les Cybermen, lorsqu'un mystérieux Cyberman désobéit aux ordres et la sauve.
Le Docteur se réveille dans un avion et se découvre Président de la Terre grâce à un protocole de sécurité mis en place par UNIT en cas d'invasion extra-terrestre. Il découvre également qu'un énorme nuage chargé de pollen se répand sur la Terre.
Clara se réveille dans un cimetière et découvre que Danny, ou plutôt son cadavre, est devenu un Cyberman et il lui demande d'éteindre ses émotions, pour ne pas vivre ce qu'il vit. Clara appelle le Docteur via le téléphone du TARDIS, toujours à bord de l'avion où il tente de comprendre les plans de Missy, qui est parvenue à se libérer et commence à tuer les passagers un par un avant de créer une brèche dans l'avion, qui explose. Le Docteur s'en sort grâce au TARDIS et arrive au cimetière au moment où Clara s'apprête à éteindre les émotions de Danny. Le Docteur s'y oppose, expliquant à Danny qu'il détruira tout sur son passage, y compris celle qu'il aime.
Mais le Docteur a besoin de savoir ce que va faire le nuage et pour cela, il faut éteindre les émotions de Danny afin qu'il accède au réseau des Cybermen. Clara lui fait ses adieux et détruit ses émotions.
Missy arrive, et offre un cadeau au Docteur : le contrôle de l'armée de Cybermen à son service, qui lui permettra de sauver tous ceux qu'il n'aurait pu sauver, puisqu'il est un homme bien. Elle lui explique qu'ils ne sont pas si différents, qu'elle cherche à retrouver son ami et fait exécuter une petite danse aux Cybermen. 
Le Docteur réalise enfin, après ce discours, que Danny n'obéit pas aux ordres de Missy : ce dernier va alors, après que le Docteur lui a donné le bracelet permettant de contrôler les Cybermen, vaporiser le nuage en se faisant exploser, de même que tous les Cybermen. Réalisant sa défaite, Missy donne au Docteur les coordonnées de Gallifrey, lui révélant que cette dernière est retournée à sa place.
Clara, qui avait ramassé l'arme de Missy, s'apprête à la tuer mais le Docteur l'en empêche et va le faire lui-même, lorsqu'un Cyberman, qui contient l'âme du brigadier Lethbridge-Stewart, la tue, après avoir sauvé sa fille, Kate Stewart. La Terre est sauvée.
Deux semaines plus tard, Clara entend la voix de Danny, qui lui dit que le bracelet permet de voyager entre le monde des morts et celui des vivants, mais pour un seul voyage d'une personne ; il choisit de ramener le jeune garçon qu'il avait tué accidentellement durant la guerre. Clara rencontre à nouveau le Docteur. Sans la laisser parler d'abord il lui dit qu'il comprend qu'elle doit vivre une nouvelle vie avec Danny et qu'elle l'abandonne. Mais il la rassure, il a retrouvé Gallifrey et n'est plus seul. Clara affirme ses dires, lui cachant que Danny n'est pas revenu. Le Docteur lui ment aussi, car Gallifrey n'est en réalité pas là où Missy le lui avait indiqué. Les deux amis se quittent sur leurs mensonges avec une dernière embrassade.

## Continuité
- Osgood explique qu'ils ont un dossier sur le Maître et mentionne son mandat de Premier ministre dans « Que tapent les tambours » (2008). De plus, le Docteur pense que l'avion de UNIT l'emmène sur le Valiant, le vaisseau où se déroule ce même épisode[1].
- Après que Clara explique qu'elle est le Docteur, le générique intervertit les noms de Jenna Coleman et Peter Capaldi et affiche les yeux de Jenna Coleman à la place de ceux de Capaldi afin de faire croire que Clara est effectivement le Docteur.
- Afin de prouver qu'elle est le Docteur, elle affirme avoir été mariée quatre fois ; donc, supposément à la grand-mère de Susan Foreman (« An Unearthly Child »), Marilyn Monroe (« Le Fantôme des Noëls passés »), River Song (« Le Mariage de River Song »), et Elizabeth I (« Le Jour du Docteur »)[2] ; et affirme également que tous ses enfants sont présumés disparus à l'exception de Jenny, sa fille génétique créée dans « La Fille du Docteur ».
- Osgood porte une paire de Converse et un nœud papillon, en hommage aux 10e et 11e Docteurs qu'elle a rencontrés dans « Le Jour du Docteur ». Elle dit d'ailleurs la phrase « Les nœuds papillons c'est cool. », un gimmick du 11e Docteur[1].
- La tête de Cyberman que Kate balance par terre est issue de l'épisode, « The Invasion » (1968) qui mettait pour la première fois en scène U.N.I.T.. De plus, la scène où les Cybermen descendent les escaliers en face de la cathédrale Saint-Paul est une reprise quasi identique d'une scène de cet épisode classique. On peut aussi apercevoir une tête de Cyberman semblable exposée au bunker de Henry van Statten que le 9e Docteur visite dans « Dalek ».
- Missy se révèle être la femme qui a donné le numéro du TARDIS à Clara au début de « Enfermés dans la toile » et a fait en sorte qu'ils restent ensemble en plaçant une publicité dans le journal dans « En apnée ».
- Quand Missy offre au Docteur le contrôle de la Cyber armée, on peut voir des flashbacks issus de « Dans le ventre du Dalek » (le Docteur demandant à Clara s'il est un homme bon, Rusty lisant dans l'âme du Docteur), « Le Gardien » (Danny se moquant du caractère d'officier du Docteur) et « Robot des Bois » (le Docteur déclarant qu'il n'est pas un héros à Robin des bois).
- Les coordonnées de Gallifrey que Missy donne au Docteur en disant que la planète est retournée à son emplacement originel sont celles mentionnées dans Full Circle.

## Production
La lecture du scénario de "Death in Heaven" a eu lieu le 12 juin 2014 et le début du tournage démarra le 16 juin en même temps que celle de « La Nécrosphère ». La scène d'assaut par UNIT ayant été filmée avant la scène finale de l'épisode précédent. Le tournage fut fini le 21 juin. L'avion servant à UNIT est un Airbus A320 de Vladivostok Avia.

## Diffusion
En France, l'épisode diffusé le 17 avril 2015 à 21 h 40 sur France 4 a été suivi par 474 000 téléspectateurs soit 2,1 % de parts de marché.